# Venetia Burney
Venetia Katharine Douglas Burney,, épouse Phair,, née le 11 juillet 1918, à Oxford et morte le 30 avril 2009, à Banstead, est connue pour avoir proposé la première le nom de Pluto pour la planète naine Pluton.
Le directeur de l'Observatoire Lowell, Vesto Slipher, avait le privilège de baptiser cette planète. Des propositions arrivèrent du monde entier, la veuve de Percival Lowell proposa le nom de Zeus, puis celui de Lowell. De très nombreux autres noms mythologiques furent proposés comme Minerve, Hercules, etc. mais la plupart étaient déjà affectés à des astéroïdes.
Le nom retenu fut Pluton (Pluto en anglais). Il fut proposé par une jeune Anglaise de 11 ans, Venetia Burney, qui pensait ainsi au dieu romain des enfers (Hadès en grec). Son grand-père en entendit parler et le proposa à l'Union astronomique internationale. Pluton fut accepté, de plus ce nom commençait par « PL », les initiales de Percival Lowell, qui cherchait cette planète. Ce nom fut adopté officiellement en mai 1930.
En 1987, son nom est donné à l'astéroïde (6235) Burney, situé dans la ceinture principale. En juin 2006, l'instrument SDC (Student Dust Counter) de la sonde New Horizons, réalisé par des étudiants, est rebaptisé VBSDC (Venetia Burney Dust Counter). En 2017, le cratère Burney, situé sur Pluton, est nommé en son honneur.

## Source
- (en)